# سینماهای تی‌جی‌وی
سینماهای تی‌جی‌وی سندریان برهاد (به انگلیسی: TGV Cinemas Sdn Bhd) یا شرکت خصوصی مسئولیت محدود سینماهای تی‌جی‌وی (که همچنین با نام تی‌جی‌وی پیکچرز (TGV Pictures) شناخته می‌شود، و در سابق با عنوان تانجونگ گلدن ویلیج (Tanjong Golden Village) شناخته می‌شد) دومین سینمای زنجیره‌ای بزرگ در مالزی است. در مارس ۲۰۱۹، سینماهای تی‌جی‌وی دارای ۳۹ سینمای چند صفحه‌ای با ۳۱۰ صفحه نمایش و بیش از ۵۰٬۰۰۰ صندلی بود. دفتر مرکزی سینماهای تی‌جی‌وی در برج مکزیس، کوالالامپور قرار دارد.